# Simon Jones (attore)
Simon Jones (Charlton Park, 27 luglio 1950) è un attore britannico.
È sposato dal 1983 con Nancy Lewis da cui ha avuto un figlio, Tim. Ha recitato anche in alcuni musical, tra cui Passion e Grey Gardens. 
È cugino dell'attore Daniel Craig.

## Filmografia parziale

### Cinema
- Miracolo nella 34ª strada (Miracle on 34th Street), regia di Les Mayfield (1994)
- Matilda 6 mitica (Matilda), regia di Danny DeVito (1996)
- Downton Abbey, regia di Michael Engler (2019)

### Televisione
- La signora in giallo (Murder, She Wrote) – serie TV, episodio 4x03 (1987)
- The Gilded Age – serie TV (2022-in corso)

## Doppiatori italiani
Nelle versioni in italiano delle opere in cui ha recitato, Simon Jones è stato doppiato da:
- Carlo Valli in Downton Abbey, The Gilded Age
- Giorgio Locuratolo in La signora in giallo
- Carlo Sabatini in Miracolo nella 34ª strada